# Sela, Videm
Sela, tudi Sela pri Ptuju, so naselje v Občini Videm.

## Opis
Obcestno naselje v jugovzhodnem delu Dravskega polja leži na levem bregu rečice Polskave, ob cesti Ptuj - Dolena in zahodno od nje, v smeri proti Apačam. Naselje obdajajo njive, južno od Polskave, okrog Strmca (291 m.n.m.) pa je sklenjen gozd. Na severu je v bližini Dražencev velika perutninska farma Perutnine Ptuj. Podružnična cerkev sv. Družine v sosednjih Barislovcih je bila zgrajena leta 1904. V zahodnem delu se naselje namreč spaja z Barislovci.

## Zgodovina
Sam nastanek naselja najverjetneje sega v 10. stoletje, po dosedaj znanih podatkih se Sela skupaj z Barislovci prvič omenjajo v pisnih virih leta 1207, ko je štajerski vojvoda Leopold VI. Babenberžan (1195 – 1230) vas podaril žičkemu samostanu. V viru se omenjajo z naslednjimi besedami: »Da pa red (kartuzijani, op.a) ne bode trpel pomanjkanja, doda k temu še iz svojih posestev večjo vas Barislovci pred Ptujem [»ante Betouium scilicet villam unam maiorem nomine Brizlausdorf«], katera se je za časa Rudolfa iz Roža razdelila v dve županiji [»que tempore Rudolfi de Rase in duas supanias divisa est«].  Sela in Barislovci so bili leta 1535 vurberška last. Za naselje so bile značilne hiše v gruči ali na vogel, zgradbe so bile včasih krite s slamo, ki je bila značilna zlasti za gospodarska poslopja. V naselju je veliko vodnjakov s pitno vodo.
Danes so Sela del krajevne skupnosti Sela, ki spada v občino Videm.

## Kmetijstvo in gospodarstvo
Na vlažnih tleh ob Polskavi so prevladovali travniki, zato je bila pomembna kmetijska panoga živinoreja, ki jo še danes ponekod opravljajo na razmeroma velikih kmetijah. V kmetijstvu so odtlej vpeljali nove kulture, pomemben je krompir, zaradi kaparja pa je po drugi svetovni vojni doživelo veliko škodo sadjarstvo. Po drugi svetovni vojni so se ljudje veliko zaposlovali v tovarni glinice in aluminija v bližnjem Kidričevem in na Ptuju.

## Prometne povezave
Najboljši dostop je s Ptuja, po cesti Ptuj - Dolena, ali po lokalnih cestah od Kidričevega.